# سيرغي زينيوف
سيرغي زينيوف (بالإستونية: Sergei Zenjov)‏ (مواليد 20 أبريل 1989 في بارنو) لاعب كرة قدم إستوني دولي يجيد اللعب في خط الهجوم . يلعب حاليا لصالح نادي كارباتي لفيف الإستوني منذ 2008 .

## روابط خارجية
- سيرغي زينيوف على موقع الاتحاد الدولي (مؤرشف)  (الإنجليزية)
- سيرغي زينيوف على موقع الاتحاد الأوربي (الإنجليزية)
- سيرغي زينيوف على موقع اتحاد إستونيا (الإنجليزية)
- سيرغي زينيوف على موقع اتحاد أوكرانيا (الإنجليزية)
- سيرغي زينيوف على موقع قاعدة بيانات كرة القدم.إي يو (الإنجليزية)
- سيرغي زينيوف على موقع ناشيونال فوتبول تيمز (الإنجليزية)
- سيرغي زينيوف على موقع Soccerbase.com (لاعب) (الإنجليزية)
- سيرغي زينيوف على موقع Soccerway.com (الإنجليزية)
- سيرغي زينيوف على موقع عالم كرة القدم.نت (الإنجليزية)
- سيرغي زينيوف على موقع AS.com (الإسبانية)